# Agraecia pulchella
Agraecia pulchella är en insektsart som beskrevs av Morgan Hebard 1927. Agraecia pulchella ingår i släktet Agraecia och familjen vårtbitare. Inga underarter finns listade i Catalogue of Life.